# Bertilia (genus)
Bertilia is een geslacht van wantsen uit de familie van de Cimicidae (Bedwantsen). Het geslacht werd voor het eerst wetenschappelijk beschreven door Odo Reuter in 1913.

## Soorten
Het genus bevat de volgende soort:

- Bertilia valdiviana (Philippi, 1865)